# Quigali Rural
Quigali Rural (em quiniaruanda: Kigali Ngali) era uma intara (província) do centro-norte de Ruanda. Possuía 2 780 quilômetros quadrados de área e segundo censo de 2002, havia 789 330 habitantes. Foi abolida em 2006 com a reformulação territorial do país. Dividia-se em vários distritos:
| Distrito          | Nome nativo | População (2002) | Área (km2) |
| ----------------- | ----------- | ---------------- | ---------- |
| Bicumbi           | Bicumbi     | 101 057          | 350        |
| Buliza            | Buliza      | 85 394           | 187        |
| Cabuga            | Kabuga      | 51 128           | 100        |
| Guenda / Inguenda | Ngenda      | 106 112          | 370        |
| Gassabo           | Gasabo      | 90 534           | 30         |
| Gaxora            | Gashora     | 86 606           | 574        |
| Nhamata           | Nyamata     | 76 456           | 356        |
| Rulindo           | Rulindo     | 71 715           | 172        |
| Ruxaxi            | Rushashi    | 68 594           | 208        |
| Xiorongui         | Shyorongiui | 54 946           | 156        |